# Брефёрде
Брефёрде (нем. Brevörde) — община в Германии, в земле Нижняя Саксония.
Входит в состав района Хольцминден. Подчиняется управлению Полле. Население составляет 725 человек (на 31 декабря 2010 года). Занимает площадь 13,59 км².
| Год  | Население |
| ---- | --------- |
| 1990 | 834       |
| 1995 | 876       |
| 2000 | 832       |
| 2005 | 771       |
| 2010 | 727       |